# Elektrolokacja

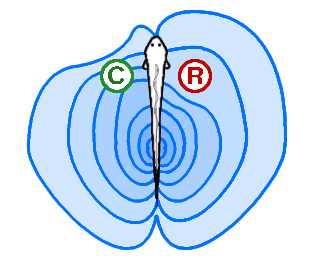
Aktywna elektrolokacja

Elektrolokacja – wykorzystywanie informacji zdobytej z pomocą detekcji bodźców elektrycznych (elektrorecepcji) do orientowania się w otoczeniu. Elektrolokacja może być bierna lub czynna. W pierwszym przypadku wykrywane jest pole elektryczne wytwarzane przez zewnętrzne źródła. Elektrolokacja czynna polega na wytwarzaniu pola elektrycznego i potem wykrywaniu zmian powstałych w tym polu pod wpływem jego oddziaływania z otoczeniem. Pozwala na stworzenie elektrycznego „obrazu” otoczenia, w którym widoczne mogą być na przykład wielkość, kształt, odległość przedmiotu oraz jego właściwości elektryczne, takie jak pojemność elektryczna czy impedancja.
Elektrolokacja jest wykorzystywana przez wiele gatunków ryb. Spodouste (ryby chrzęstnoszkieletowe) posiadają najczulsze receptory, służące do wykrywania pola elektrycznego, natomiast w dwóch rzędach ryb promieniopłetwych – strętwokształtnych (Gymnotiformes) i mrukokształtnych (Mormyriformes) – niezależnie wyewoluowały bardzo podobne mechanizmy służące aktywnej elektrolokacji. Ryby te generują pole elektryczne za pomocą narządów elektrycznych i odbierają powstałe zmiany w wytwarzanym polu. Dzięki temu mogą się orientować w otoczeniu i zdobywać pokarm nawet bez udziału wzroku.
Niektóre gatunki ryb strętwokształtnych wykorzystują pole elektryczne do komunikowania się.
Jedynymi ssakami znanymi ze zdolności do elektrolokacji są stekowce.